# 曼紐·布蘭科·恩卡拉達
曼紐·何塞·布蘭科-卡尔沃·德·恩卡拉達（西班牙語：Manuel José Blanco y Calvo de Encalada，西班牙語發音：[maˈnwel ˈβlaŋko eŋkaˈlaða]；1790年4月21日—1876年9月5日）是智利海軍中將，智利獨立戰爭領袖之一，1826年7月9日至9月9日年擔任臨時智利總統。共濟會員。